# 维里 (索恩-卢瓦尔省)
维里（法語：Viry，法語發音：[viʁi]）是法国索恩-卢瓦尔省的一个市镇，属于沙罗勒区。

## 地理
维里（46°28'20"N, 4°20'3"E）面积20.14 平方千米，位于法国勃艮第-弗朗什-孔泰大區索恩-卢瓦尔省，该省份为法国中部省份，北起顺时针与科多尔省、汝拉省、安省、罗讷省、卢瓦尔省、阿列省和涅夫勒省接壤。
与维里接壤的市镇（或旧市镇、城区）包括：马蒂尼勒孔特、巴龙、沙罗勒、丰特奈、莫尔奈、圣博内德茹、旺德内斯莱沙罗勒。

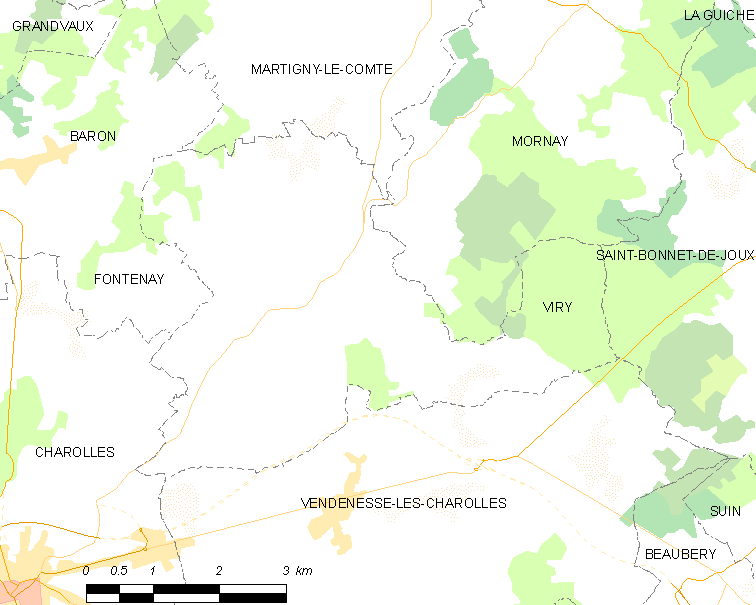
的OSM定位图

维里的时区为UTC+01:00、UTC+02:00（夏令时）。

## 行政
维里的邮政编码为71120，INSEE市镇编码为71586。

## 政治
维里所属的省级选区为沙罗勒县。

## 人口

1962-2008年间人口变化图示

维里于2022年1月1日时的人口数量为260人。